# Pico de las Nieves
Pico de las Nieves är ett berg i regionen Kanarieöarna i Spanien. Det ligger centralt på Gran Canaria och är öns högsta berg. Toppen på Pico de las Nieves når 1 949 meter över havet. Pico de las Nieves är spanska och betyder Snötoppen. På berget finns det en militär väderstation. 